# Olympische Winterspiele 1928/Teilnehmer (Polen)
| Gelbes Symbol für Goldmedaillen mit stilisierten Olympischen Ringen | Graues Symbol für Silbermedaillen mit stilisierten Olympischen Ringen | Braundes Symbol für Bronzemedaillen mit stilisierten Olympischen Ringen |
| ------------------------------------------------------------------- | --------------------------------------------------------------------- | ----------------------------------------------------------------------- |
| —                                                                   | —                                                                     | —                                                                       |

Polen nahm an den II. Olympischen Winterspielen 1928 in St. Moritz mit einer Delegation von 26 Athleten teil.
| Bob          | Józef Broel-Plater Jerzy Bardzinski Jerzy Lucki Jan Potulicki Antoni Bura | Fünferbob             | 17  |                             |
| Bob          | Als Reserveathleten waren aufgeboten: L. Zoltowski, L. Polturak, J. Stodoski, A. Osechcky und T. Stlablewsky |                       |     |                             |
| Eishockey    | Tadeusz Adamowski (Kapitän) Edmund Czaplicki Aleksander Kowalski Włodzimierz Krygier Lucjan Kulej Stanisław Pastecki Aleksander Słuczanowski Józef Stogowski Karol Szenajch Aleksander Tupalski Kazimierz Żebrowski | –                     | 9   |                             |
| Ski Nordisch | Józef Bujak | 18-km-Langlauf        | 18  |                             |
| Ski Nordisch | Józef Bujak | 50-km-Langlauf        | 19  |                             |
| Ski Nordisch | Józef Bujak | Spezialsprunglauf     | 18  |                             |
| Ski Nordisch | Bronisław Czech | Nordische Kombination | 10  |                             |
| Ski Nordisch | Bronisław Czech | Spezialsprunglauf     | 37  | stürzte bei beiden Sprüngen |
| Ski Nordisch | Franciszek Kawa | 50-km-Langlauf        | 27  |                             |
| Ski Nordisch | Andrzej Krzeptowski I | Nordische Kombination | dnf |                             |
| Ski Nordisch | Andrzej Krzeptowski I | Spezialsprunglauf     | 27  |                             |
| Ski Nordisch | Andrzej Krzeptowski II | 18-km-Langlauf        | 25  |                             |
| Ski Nordisch | Andrzej Krzeptowski II | 50-km-Langlauf        | 13  |                             |
| Ski Nordisch | Stanisław Motyka | Nordische Kombination | 24  |                             |
| Ski Nordisch | Zdzisław Motyka | 18-km-Langlauf        | 23  |                             |
| Ski Nordisch | Aleksander Rozmus | Nordische Kombination | 22  |                             |
| Ski Nordisch | Aleksander Rozmus | Spezialsprunglauf     | 25  |                             |
| Ski Nordisch | Stanisław Gąsienica-Sieczka | Spezialsprunglauf     | 23  |                             |
| Ski Nordisch | Karol Gąsienica-Szostak | 18-km-Langlauf        | dnf |                             |
| Ski Nordisch | Stanisław Wilczyński | 50-km-Langlauf        | dnf |                             |